# فينغا
فينغا هي قرية تقع في إقليم أراد في رومانيا.

## السكان
حسب إحصائيات 2002 بلغ عدد سكان القرية 6,388 نسمة.

## معرض صور

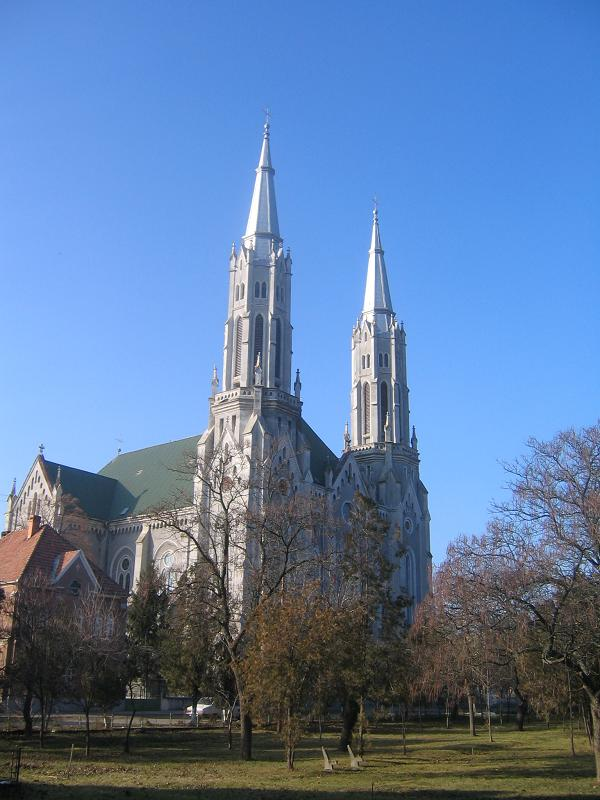
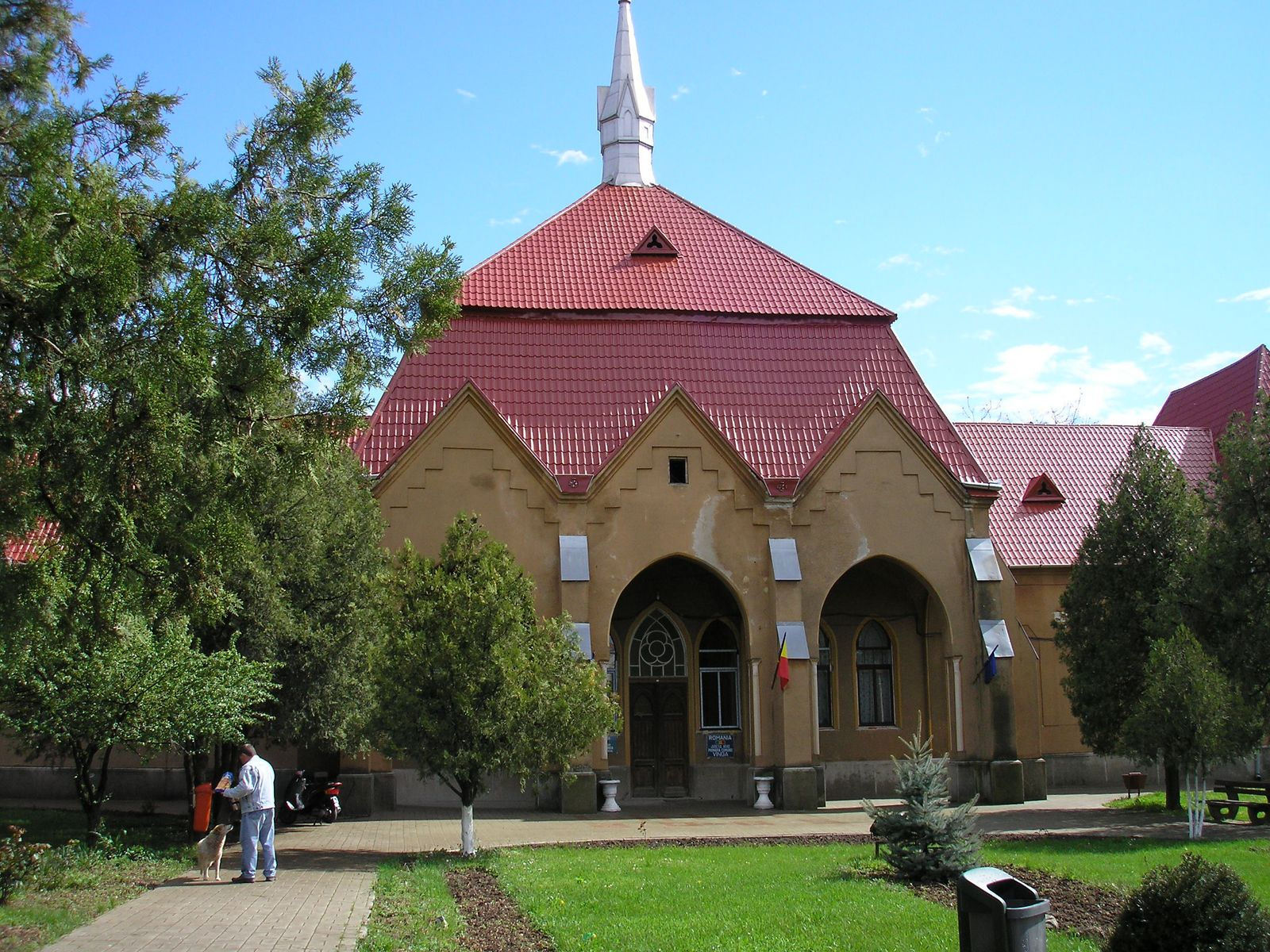
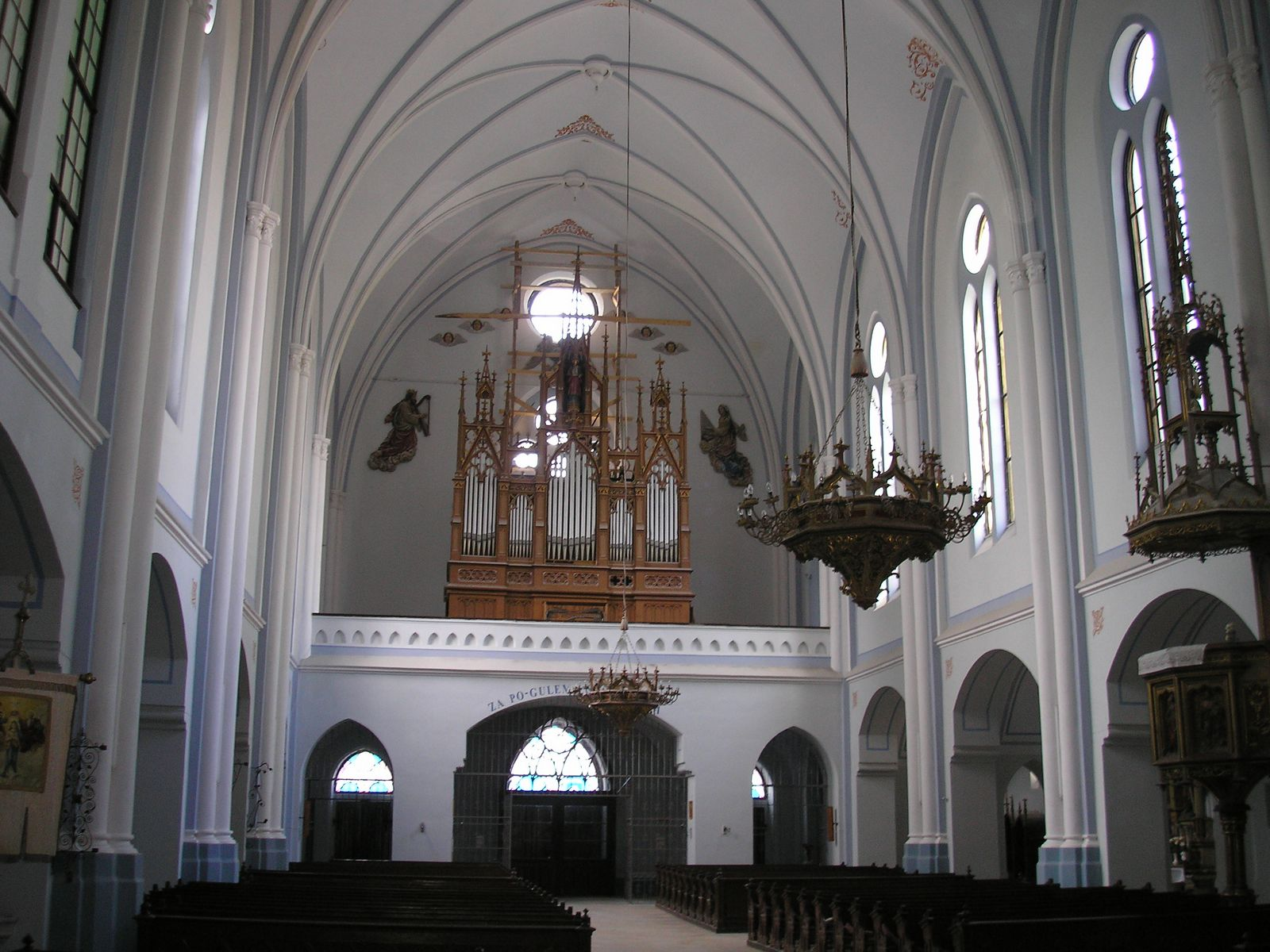
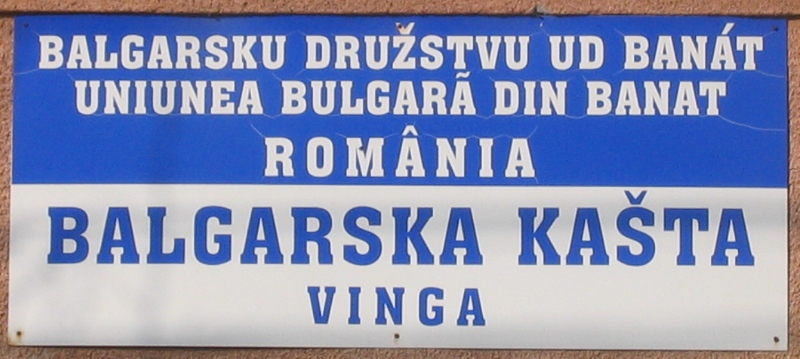